# 交響曲第8番 (グラズノフ)
交響曲第8番変ホ長調作品83は、アレクサンドル・グラズノフが1906年に完成した最後の交響曲である。続いて1910年に着手された第9番は、第1楽章のピアノ・スケッチのみで未完に終わった。
第8番の作曲は1903年頃から始められたが、完成までの間にロシア第一革命が起こり、その影響で師リムスキー＝コルサコフがペテルブルク音楽院院長を解任され、これに抗議してグラズノフらも辞任、政府当局や音楽院側の譲歩により彼らの復職が認められ、グラズノフが新たに院長に選出されるなど、身辺があわただしい状況であった。
初演は1906年12月にペテルブルクで行われた。

## 楽器編成
ピッコロ、フルート2、アルト・フルート、オーボエ2、コーラングレ、クラリネット3（バス・クラリネット1持ち替え）、ファゴット2、コントラファゴット、ホルン4、トランペット3、トロンボーン3、チューバ、ティンパニ、シンバル、トライアングル、大太鼓、弦五部

## 楽曲構成
4楽章からなる。全曲で約35分。
- 第1楽章　アレグロ・モデラート　変ホ長調　4分の4拍子。ソナタ形式による。
- 第2楽章　メスト　変ホ短調　2分の3拍子。
- 第3楽章　スケルツォ　アレグロ　ハ長調　4分の2拍子。
- 第4楽章　モデラート・ソステヌート　変ホ長調　4分の4拍子。ソナタ風の自由な形式。